# Biber (Rhein)
Die Biber ist ein kleiner Fluss im Grenzgebiet zwischen Deutschland und der Schweiz.
Die Quelle liegt bei Watterdingen im Landkreis Konstanz in Baden-Württemberg. Nach rund 31 Kilometer Flusslauf durch das Bibertal mündet die Biber westlich von Hemishofen bei der Bibermühle im Kanton Schaffhausen in den Rhein. Auf dem Hochrhein-Abschnitt zwischen Stein am Rhein und Schaffhausen ist die Biber der größte Zufluss.

## Flusslauf
Auf ihrem Weg zum Rhein überquert die Biber fünfmal die schweizerisch-deutsche Grenze. Die Biberquelle liegt bei der Ortschaft Watterdingen im deutschen Hegau. Danach fließt die Biber durch die Altstadt von Blumenfeld. Dort stürzt sie über den Blumenfelder Wasserfall. Nach Beuren vereint sich die Biber mit dem Riedgraben. Nach Büßlingen überquert sie die Grenze zur Schweiz. Dort folgen die Orte Hofen und Bibern. Nach Bibern verläuft die Biber auf mehreren Kilometern entlang der deutsch-schweizerischen Grenze, zunächst auf deutscher, dann auf Schweizer Seite, bevor der Fluss durch Thayngen, den Hauptort des Reiats, fließt. Kurz hinter Thayngen verlässt die Biber zunächst wieder die Schweiz und fließt durch Bietingen und Randegg. Vor dem neuerlichen Grenzübertritt fließt noch der Riederbach von Gottmadingen kommend in die Biber. Die letzten Kilometer fließt die Biber durch den oberen Kantonsteil des Kantons Schaffhausen. Nach Buch folgt die Gemeinde Ramsen. Bei der Bibermühle mündet die Biber auf Ramsemer Gemeindegebiet in den Rhein.

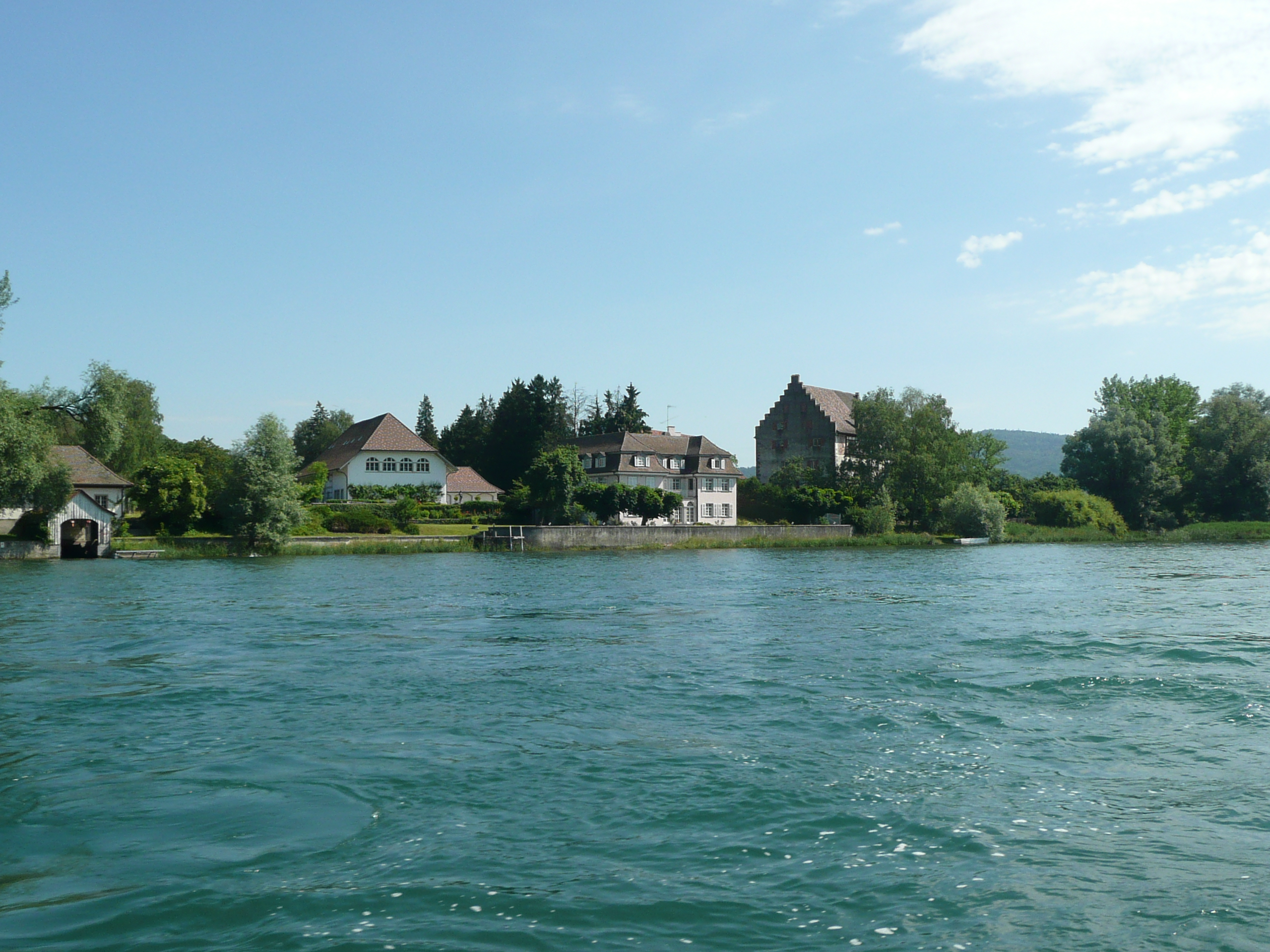
Die Bibermühle an der Bibermündung
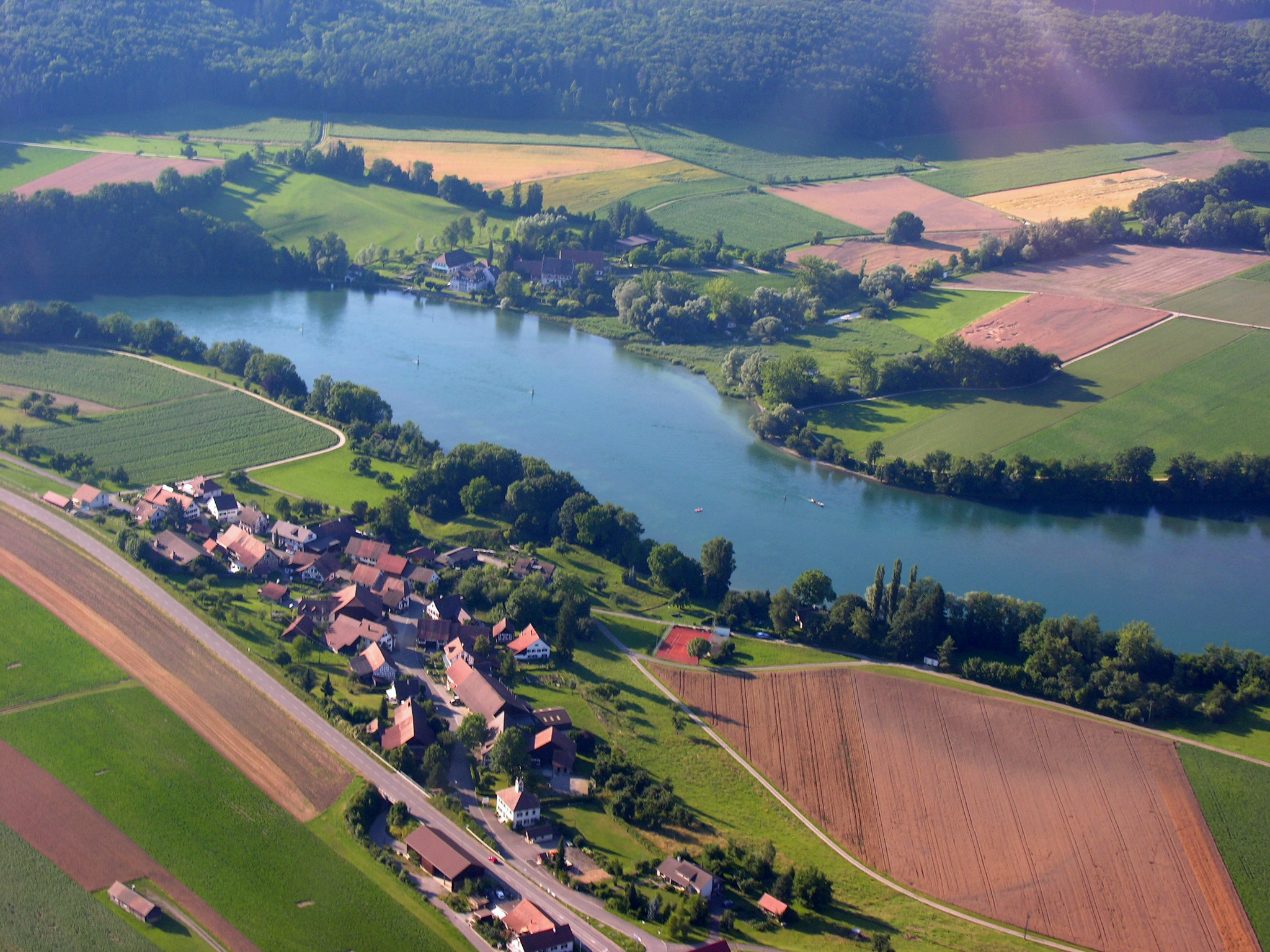
Rheinklingen und Bibermühle, rechts oben der Flusslauf der Biber

## Biberkorrektur
Im flachen, von der Landwirtschaft genutzten Gelände zwischen Buch und der Mündung trat die Biber immer wieder über ihre Ufer und überflutete die ganze Talsohle. Deshalb führte der Kanton Schaffhausen mit Unterstützung des Bundes in den Jahren 1902 bis 1907 an der Biber größere Flusskorrektionen etappenweise aus. Viele der zahllosen Flussschlaufen wurden begradigt. Mit dem Aushubmaterial des neuen Flusslaufes wurden die alten Flussschlaufen zugeschüttet. Auch wurde ein neues Flussbett um das Dorf Buch gebaut. Die Kosten beliefen sich auf rund CHF 500'000.--.

## Unglück
Ende Juni 1962 wurde der Unterlauf der Biber durch einen undichten Öltank eines Betriebes in Thayngen so stark verschmutzt, dass fast der gesamte Fischbestand zugrunde ging. Für das teilweise dem Grundwasserbereich der Biber entnommene Trinkwasser für die Gemeinden Bietingen, Duchtlingen, Ebringen, Hilzingen und Riedheim bestand keine Gefahr.

## Biber an der Biber
Vor über 150 Jahren wurde der Biber auch im Einzugsgebiet des Flusslaufs der Biber ausgerottet. Um die Jahrtausendwende haben die Tiere die Biber wiederbesiedelt. Zunächst wurde der Mündungsbereich und der Unterlauf von Bibern in Beschlag genommen. Danach folgten die Flussabschnitte um Randegg/Bietingen. Im Jahre 2005 fanden sich dann wieder frische Biberspuren bei Hofen und der Gemeinde Bibern. Der Ansiedelung in der Schweiz ist es zu verdanken, dass die Tiere von der Thur über den Hochrhein bis in den Mittellauf der Biber stromaufwärts gewandert sind.